# Snorran
Snorran är en sjö i Ekerö kommun i Uppland och ingår i Norrströms huvudavrinningsområde. Sjön har en area på 0,028 kvadratkilometer och ligger 0 meter över havet.

## Delavrinningsområde
Snorran ingår i det delavrinningsområde (658821-160080) som SMHI kallar för Mynnar i Mälaren. Medelhöjden är 6 meter över havet och ytan är 7,48 kvadratkilometer. Det finns inga avrinningsområden uppströms utan avrinningsområdet är högsta punkten. Vattendraget som avvattnar avrinningsområdet har biflödesordning 2, vilket innebär att vattnet flödar genom totalt 2 vattendrag innan det når havet efter 56 kilometer. Avrinningsområdet består mestadels av skog (25 procent), öppen mark (21 procent) och jordbruk (52 procent). Avrinningsområdet har 0,13 kvadratkilometer vattenytor vilket ger det en sjöprocent på 1,7 procent.